# 克尼亞濟夫卡 (別廖茲諾區)
51°6′56″N 26°46′46″E / 51.11556°N 26.77944°E
克尼亞濟夫卡（烏克蘭語：Князівка），是烏克蘭西北部的村莊，隸屬里夫內州的里夫內區。該村始建於1789年，面積1.15平方公里，海拔高度159米，2001年人口902，人口密度每平方公里784.4人。